# Charlie – Ein himmlischer Held
Charlie – Ein himmlischer Held (Originaltitel: All Dogs Go to Heaven 2) ist ein US-amerikanischer Zeichentrickfilm aus dem Jahr 1996 der Regisseure Paul Sabella und Larry Leker.

## Handlung
Fast 60 Jahre nach den Ereignissen des ersten Films heißt Charlie B. Barkin seinen Freund Itchy im Himmel willkommen, gibt jedoch an, dass er vom Leben nach dem Tod desillusioniert ist. Ihr alter Erzfeind, Carface Caruthers, stiehlt Gabriels Horn, verliert es jedoch irgendwo über San Francisco bei seinem Versuch, damit zu fliehen. Als der Hauptengel Annabelle den Diebstahl des Horns verkündet, erklärt sich Charlie bereit, es zurückzuholen, und erinnert Annabelle an seine Vertrautheit mit dem Straßenleben. Annabelle schickt Charlie und Itchy zur Erde, um es zu holen, und gibt ihnen ein Wunder, das sie nutzen können. Bei ihrer Ankunft in San Francisco versuchen Charlie und Itchy, ihren alten Gewohnheiten nachzugehen, entdecken jedoch, dass sie Geister sind und daher nicht in der Lage sind, mit der physischen Welt zu interagieren. In einer Taverne, in der Charlie von einer schönen und charmanten irischen Setterin namens Sasha La Fleur verzaubert wird, erscheint Carface in einer körperlichen Gestalt, die durch ein rotes Hundehalsband verliehen wird, das von Red, einem älteren Wahrsager für Hunde, geschaffen wurde, der Charlie und Itchy seit Jahren gleichwertige Halsbänder schenkt. Ohne das Wissen des Duos handelt es sich bei Red tatsächlich um eine große dämonische Katze, die mit Carfaces Hilfe das Horn an sich reißen will.
Charlie und Itchy treffen Sasha und einen 8-jährigen Menschenjungen namens David, den sie betreut und der von zu Hause weggelaufen ist, um Straßenzauberer zu werden. Charlie nutzt sein Wunder, um Sasha die Möglichkeit zu geben, sich mit David zu unterhalten, der schließlich glaubt, dass Charlie sein Schutzengel ist. Charlie sieht, wie das Horn in eine Polizeistation gebracht wird, und holt es zurück. Da er jedoch nicht in den Himmel zurückkehren möchte, versteckt er das Horn in einer Hummerfalle. Nachdem Davids Straßenauftritt gescheitert ist, offenbart er schließlich, dass er glaubt, dass sein Vater und seine Stiefmutter, die ein neues Baby erwarten, sich nach der Geburt weniger um ihn kümmern werden. Charlie überzeugt ihn vom Gegenteil und verspricht, ihn nach Hause zurückzubringen. Er äußert jedoch privat gegenüber Sasha seine Zweifel daran, sein Versprechen erfüllen zu können. Die Halsbänder von Charlie und Itchy verschwinden und sie werden erneut zu Geistern.
Carface entführt David und befiehlt Charlie, Gabriels Horn zur Insel Alcatraz zu bringen und es Red im Austausch für Davids Leben zu geben. Entschlossen, sein Wort zu halten, kommt Charlie Reds Forderung nach und Red nutzt das Horn, um die Hundeengel des Himmels in Alcatraz einzufangen und einzusperren, während er gleichzeitig ein Portal öffnet, um die menschliche Welt dauerhaft mit der Hölle zu verbinden. Nach einem Kampf gegen Red erlangt Charlie das Horn zurück und spielt es, um die Engel zu befreien und Red und Carface – letzterer hat seine Seele für sein Halsband verkauft – zurück in die Hölle zu schicken. Charlie und Itchy werden in den Himmel entführt und Charlie gibt Annabelle das Horn im Austausch für ein neues Leben zurück. Charlie verabschiedet sich von Itchy, der beschließt, im Himmel zu bleiben, und während Annabelle und Itchy in den Himmel zurückkehren, kehrt Charlie nach San Francisco zurück und trifft sich glücklich mit Sasha und David. David kehrt nach Hause zurück und versöhnt sich erleichtert mit seinem Vater und seiner Stiefmutter. Charlie und Sasha, die Freunde geworden sind, werden von Davids Familie als Haustiere adoptiert.

## Synchronisation
Die deutsche Synchronisation wurde nach einem Dialogbuch von Nadine Geist erstellt.
| Rolle              | Englischer Sprecher                                   | Deutscher Sprecher |
| ------------------ | ----------------------------------------------------- | ------------------ |
| Charlie B. Barkin  | Charlie Sheen (Sprechstimme) Jesse Corti (Singstimme) | Stefan Gossler     |
| Itchy Itchiford    | Dom DeLuise                                           | Jürgen Kluckert    |
| Sasha La Fleur     | Sheena Easton                                         | Andrea Aust        |
| David              | Adam Wylie                                            | Jonas Rohrbach     |
| Carface Carruthers | Ernest Borgnine                                       | Helmut Krauss      |
| Red                | George Hearn                                          | Joachim Kemmer     |
| Annabelle          | Bebe Neuwirth                                         | Anita Lochner      |

## Produktion
David Feiss fungierte als interner leitender Animator, Storyboard-Künstler und Charakterdesigner für die staatliche Produktion. Ein Großteil der Animation des Films wurde an ausländische Studios ausgelagert, beispielsweise an Wang Film Productions in Taipeh, Taiwan (bei dem Yang Chih Tsang als Regisseur fungierte) und die in Bangkok, Thailand, ansässige Abteilung (bei der Jov Huang und Shih-fu Liao leitende Animatoren waren), Phoenix Animation in Toronto, Ontario (bei dem Julian Harris der leitende Animator war), A-Film in Kopenhagen, Dänemark (bei dem Jorgen Lerdam der leitende Animator war), Dino Animation in London, England (bei dem Dino Athanassiou als Sequenzregisseur fungierte), Red Rover in London, England (wo Andy Knight Regie führte), Scowling Wolf in St. Leonards, Australien (wo Peter Sheehan und Richard Zaloudek künstlerische Leiter waren), Catflap Animation in Crows Nest, Australien (bei dem Maurice Glacomini der leitende Animator war), Franck & Franck in Paris, Frankreich (bei dem Emmanuel Franck der leitende Animator war) und Screen Animation Ireland LTD (ehemals Don Bluth Entertainment) in Dublin, Irland.

## Musik
Mark Watters komponierte die Filmmusik. Barry Mann und Cynthia Weil schrieben die Texte und die Musik zu den Liedern. Ein Soundtrack wurde am 20. Januar 1996 auf Schallplatte, Kompaktkassette und CD veröffentlicht.

## Veröffentlichung

### Veröffentlichungsdatum
Charlie – Ein himmlischer Held war ursprünglich für die Veröffentlichung im Jahr 1995 geplant, wurde aber später auf den März 1996 verschoben, um Konkurrenz zu Toy Story von Disney/Pixar und Balto von Amblimation zu vermeiden. Der Film erschien am 6. März 2001 auf DVD und am 29. März 2011 auf Blu-ray.

### Umsatz
Obwohl das Budget unbekannt ist, spielte der Film am Eröffnungswochenende 2.256.118 US-Dollar ein und spielte bei seinem Kinostart 8.620.678 US-Dollar ein. Bis Delgo im Jahr 2008 hatte es das schlechteste Eröffnungswochenende für einen Animationsfilm, der in über 2.000 Kinos lief.

### Rezeption
Der Film hat auf Rotten Tomatoes eine Zustimmungsrate von 20 %, basierend auf 5 Rezensionen, mit einer durchschnittlichen Bewertung von 5,5/10.
Trotz der negativen Resonanz gab es auch Lob: Adam Wylie wurde für den Young Artist Award für die beste Leistung in einem Voiceover nominiert, verlor jedoch gegen Jonathan Taylor Thomas. Insbesondere „Sasha“ von Sheena Easton und „Red“ von George Hearn gelten als Beispiele für gelungene Synchronsprecher in einem Animationsfilm. Common Sense Media hingegen gab ihm positive Kritiken, da es im Vergleich zum Vorgänger einige Verbesserungen bei der Handlung und einige Änderungen bei Charlies Konzept gab.